# Tephillin
Pour les articles homonymes, voir phylactère.
 (août 2020).
Si vous disposez d'ouvrages ou d'articles de référence ou si vous connaissez des sites web de qualité traitant du thème abordé ici, merci de compléter l'article en donnant les références utiles à sa vérifiabilité et en les liant à la section « Notes et références ».
Les tephillin (judéo-araméen : תפילין, tefillin, singulier hébreu : tefilla), aussi appelés phylactères (en grec ancien φυλακτήριον / phulactḗrion, « talisman, amulette ») dans les sources chrétiennes, sont des objets de culte propres au judaïsme. Constitués de deux petits boîtiers cubiques contenant quatre passages bibliques et attachés au bras et à la tête par des lanières de cuir, ils sont portés lors de la lecture du shema et de la prière matinale des jours profanes par les hommes ayant atteint leur majorité religieuse.

## Les tephillin dans les sources juives

### Dans la Bible hébraïque
La référence principale aux tephillin se trouve dans le Deutéronome (6:8), dans la section Shema Israël ; il y est prescrit, peu avant la traversée du Jourdain, d’« attacher ces choses que Je te prescris en signe sur ta main et qu’elles soient en totafot [en fronteau] entre tes yeux ». Ce commandement, répété en Deutéronome 11:18 dans la section Vehaya im shamoa, est déjà mentionné, en référence aux rites commémorant la sortie d’Égypte, en Exode 13:16 dans la section Vehaya ki yavièkha et, sous une forme légèrement différente, en Exode 13:9, dans la section Kadesh li kol bekhor.
La Torah écrite ne donne aucune instruction sur la fixation ni quant la pose de ces signes (contrairement à la tiare sacerdotale). En effet, il est écrit « vous les attacherez ainsi que Je vous l'ai indiqué » (sous-entendu indiqué à Moïse). C'est donc la transmission de la Torah orale depuis Moïse qui explique comment ils se présentent et comment les mettre.

### Dans la littérature rabbinique

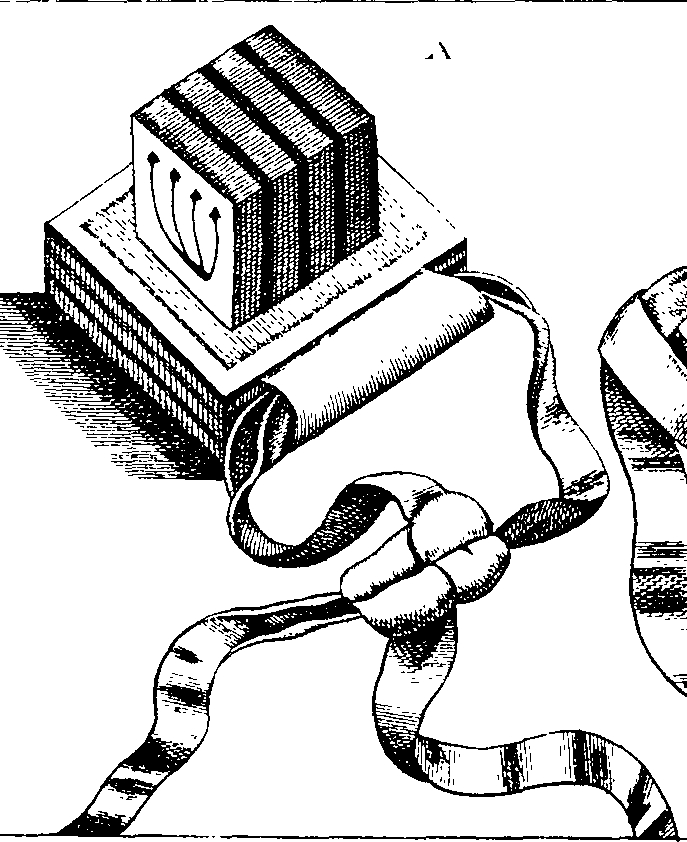
Fleuron d'un ouvrage (A succinct account, of the rites, and ceremonies, of the Jews...) de David Levi, Londres, 1782

L’interprétation du mot totafot, qui n’apparaît nulle part dans la Bible ailleurs qu’en ces versets, pour désigner ce que la littérature des Sages pharisiens appelle « tephillin », la forme cubique des boîtiers (batim) tant au sommet qu’à la base, la couleur noire de leurs lanières (retzouot) et nombre d’autres lois qui s’y rapportent ont été, selon la tradition rabbinique, données à Moïse sur le Sinaï (c'est-à-dire faisant partie de la Torah orale), sans source scripturaire ni exégèse ; aucune institution juive ne repose sur ce mode de transmission, fondé sur le seul usage et crédité de la plus haute antiquité. 
La première source mentionnant explicitement les tephillin est la lettre du pseudo-Aristée (après 100 av. J.-C.), qui en parle comme d’un usage ancien.

## Judaïsme rabbinique
Pour le judaïsme rabbinique, c’est une mitsvah, un commandement positif temporel que de mettre les tephillin. Les hommes ont une obligation de s'y soumettre, les femmes sont dispensées des commandements positifs temporels et mettre les tephillin leur est interdit.
Le tephillin (prière) du bras contient un seul parchemin sur lequel un scribe a écrit les quatre morceaux de la Torah qui évoquent cette mitsvah. Le tephillin de la tête contient quatre parchemins (un pour chacune des citations), placés dans quatre compartiments séparés. Deux opinions existent quant à l’ordre d’insertion de ces quatre parchemins : celle de Rachi et celle de son petit-fils Rabbenou Tam. Leur discussion se trouve dans les commentaires au traité de Mena’hot du Talmud. La halakha requiert de porter les tephillin de Rachi, et suggère aux plus méticuleux de porter aussi ceux de Rabbénou Tam. Il existe d’autres opinions telles que les tephillin de Shimousha Rabba, bien que les deux précédentes soient les principales. 

### Pose

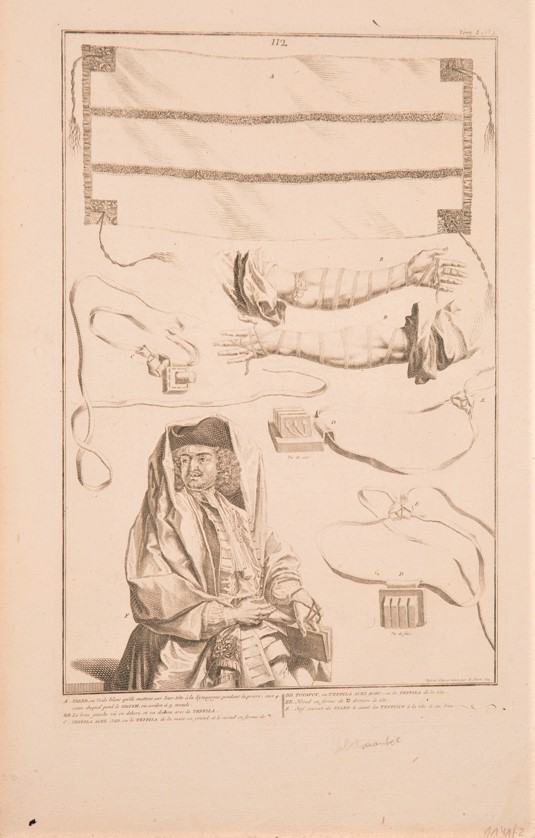
« Taled, Teffila », dessiné d'après nature (1725), musée juif de Suisse.

Voici la façon de les mettre (le silence est de mise durant la pose, qui se fait sans temps d’arrêt) :
1. prendre le tephillin du bras et le poser sur le muscle interne du bras gauche, orienté vers le cœur. Réciter alors la bénédiction se terminant par « poser les tephillin ». L’entourer sept fois autour du bras, le premier passage n’étant qu’un demi-tour (en s’assurant que la lanière soit du côté de la peinture noire).
2. Ensuite, après avoir serré la lanière autour de la paume, prendre le tephillin de la tête et le poser, en prenant soin que le bas du boîtier soit sur les cheveux et non sur le front, ainsi que directement au-dessus des yeux. La lanière entoure la tête et s’attache par un nœud qui doit se situer à l’arrière et au centre de la tête et non sur la nuque (le tephillin de tête repose sur le crâne). En la mettant, les ashkénazes récitent une autre bénédiction pour la pose des tephillin, les séfarades s'en abstiennent.
3. Desserrer la lanière de la paume, et l’entourer une seule fois sur la paume puis l’enrouler de cette façon autour du majeur : une fois sur la phalange inférieure et deux fois sur la phalange supérieure et  continuer à l’enrouler autour de la paume.
4. Après l’office, retirer les tephillin dans l’ordre inverse de leur pose.

### Sens

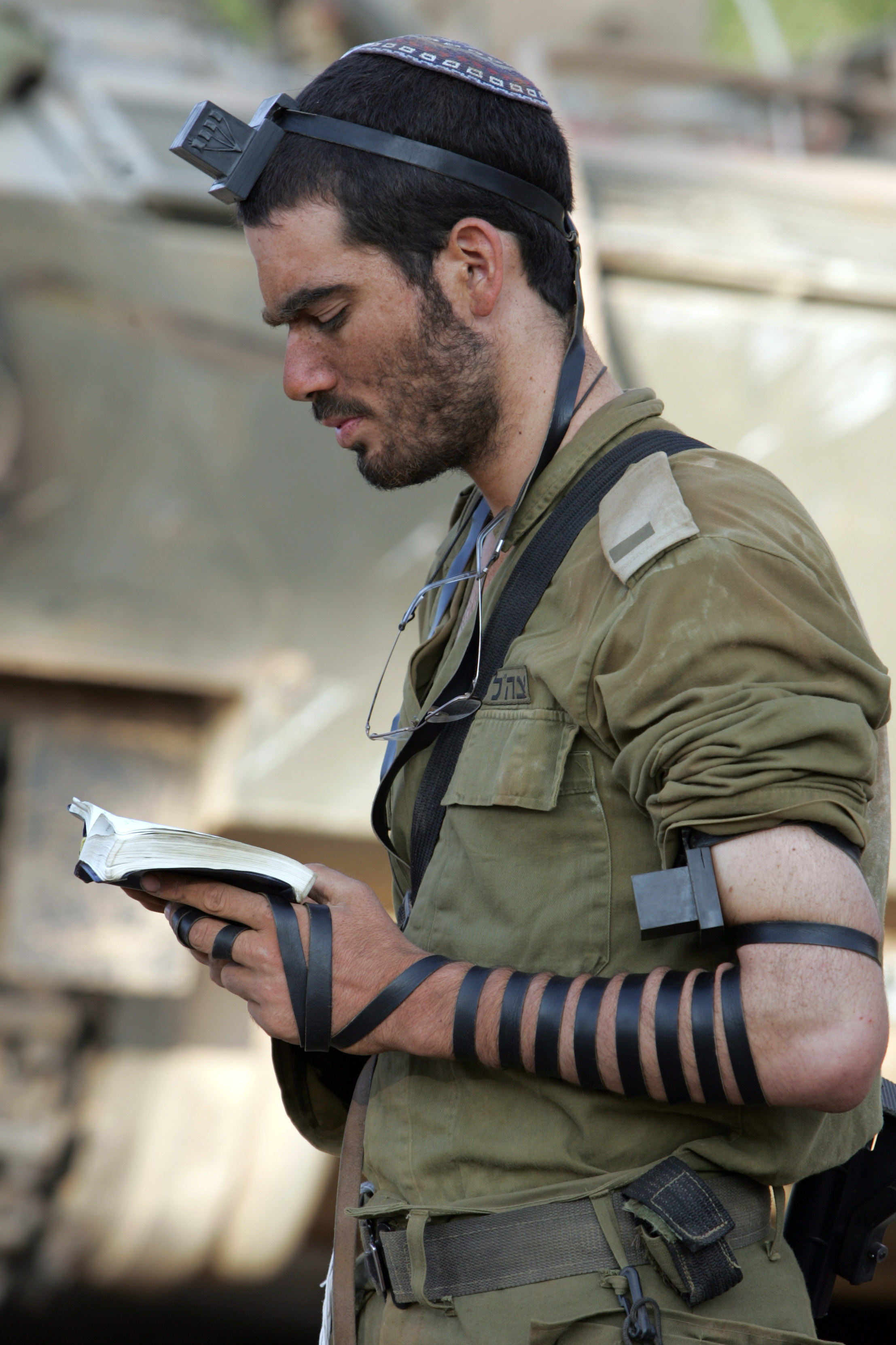
Le lieutenant Asael Lubotzky, membre des Forces armées israéliennes, prie avec des tephillin.

Les rabbins enseignent que l’homme ayant été créé avec plusieurs dimensions doit s’efforcer en permanence de cultiver en lui la cohérence. Les éléments fondamentaux qui composent l’homme et qui articulent ses attitudes et agissements sont : sa pensée, ses sentiments (ou émotions), et ses actes. Lorsque l’homme veut agir, il envisage un projet dans sa pensée, puis celui-ci prend forme par le désir que l’homme ressent de le réaliser et, enfin, l’homme le met en pratique concrètement[réf. nécessaire].
Selon la conception du judaïsme rabbinique, ces trois éléments sont indissociables, ou tout au moins visent à le devenir. En d’autres termes, ce qui est réfléchi doit être ressenti puis mis en pratique. S’il n’y a pas de réalisation concrète de ses bonnes intentions, l’objectif n’est pas atteint. De même, ce qui ne doit pas être mis en pratique (pour cause d’immoralité ou d’indélicatesse, par exemple) ne doit pas non plus être envisagé ou contenu en son cœur[réf. nécessaire].
C’est en ce sens que les tephillin posés à la fois sur la tête (siège de la pensée), orientés vers le cœur (siège des sentiments) et placés sur le bras (symbole de l’action concrète) sont un appel à la cohérence de l’ensemble des forces vives qui composent l’homme[réf. nécessaire].
Des études menées par des médecins américains ont démontré que la pose des tephilin a pour conséquence la création de stimulis sur un ensemble de points d'acupuncture ayant un effet d'harmonie de l'esprit.

## Judaïsme libéral

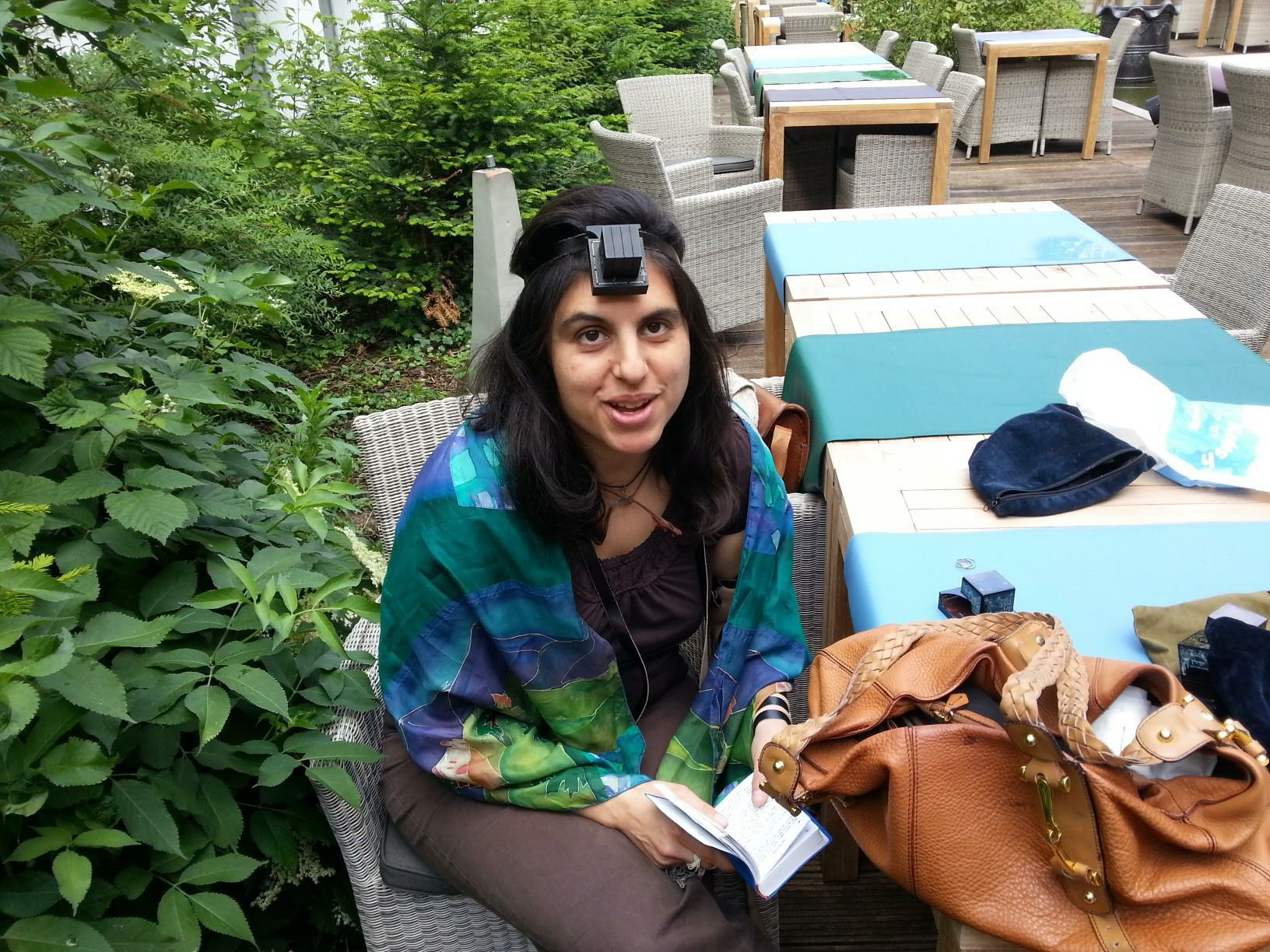
Floriane Chinsky portant les tephillin et le talit.

Dans le judaïsme libéral, les tephillin sont portés dans la communauté. Les femmes les portent, si elles le désirent, car, selon le verset du shema, le croyant doit les prescrire à ses enfants et pas seulement à son fils. 
Pour le judaïsme orthodoxe, les femmes ont, dans l'absolu, le droit de mettre les tephillin et n'y sont pas obligées. Dans les faits, aucune femme de la communauté orthodoxe ne les met aujourd'hui.

## Karaïsme
Les Karaïtes, tout comme les Sadducéens avant eux, ne reconnaissent pas l’usage des tephillin, et n’en portent donc pas, car le commandement biblique que les rabbins interprètent comme une référence aux tephillin est pris comme une métaphore qui souligne l’importance de se souvenir de la Torah et de la chérir.
Pour les Karaïtes, le mot hébreu לְטֹטָפֹת, totafot, dans le shema, traduit par « phylactère/bandeau », a une autre signification : ils le traduisent comme un synonyme du mot זכרון, zikarone, signifiant « souvenir/mémoire », ce qui donne une autre dimension de la loi et de la pratique.

## Samaritains
Les Samaritains, tout comme les Sadducéens et les Karaïtes, ne portent pas de tephillin[réf. nécessaire].

## Beta Israël
Les Beta Israel, juifs éthiopiens, ne portaient pas non plus de tephillin avant leur arrivée en Israël, car ils n’avaient aucune connaissance du Talmud et des instructions rabbiniques[réf. nécessaire].

## Le shin à quatre branches
Sur le tephillin porté sur le front, on trouve un shin à quatre branches d'un côté et le shin standard à trois branches de l'autre.

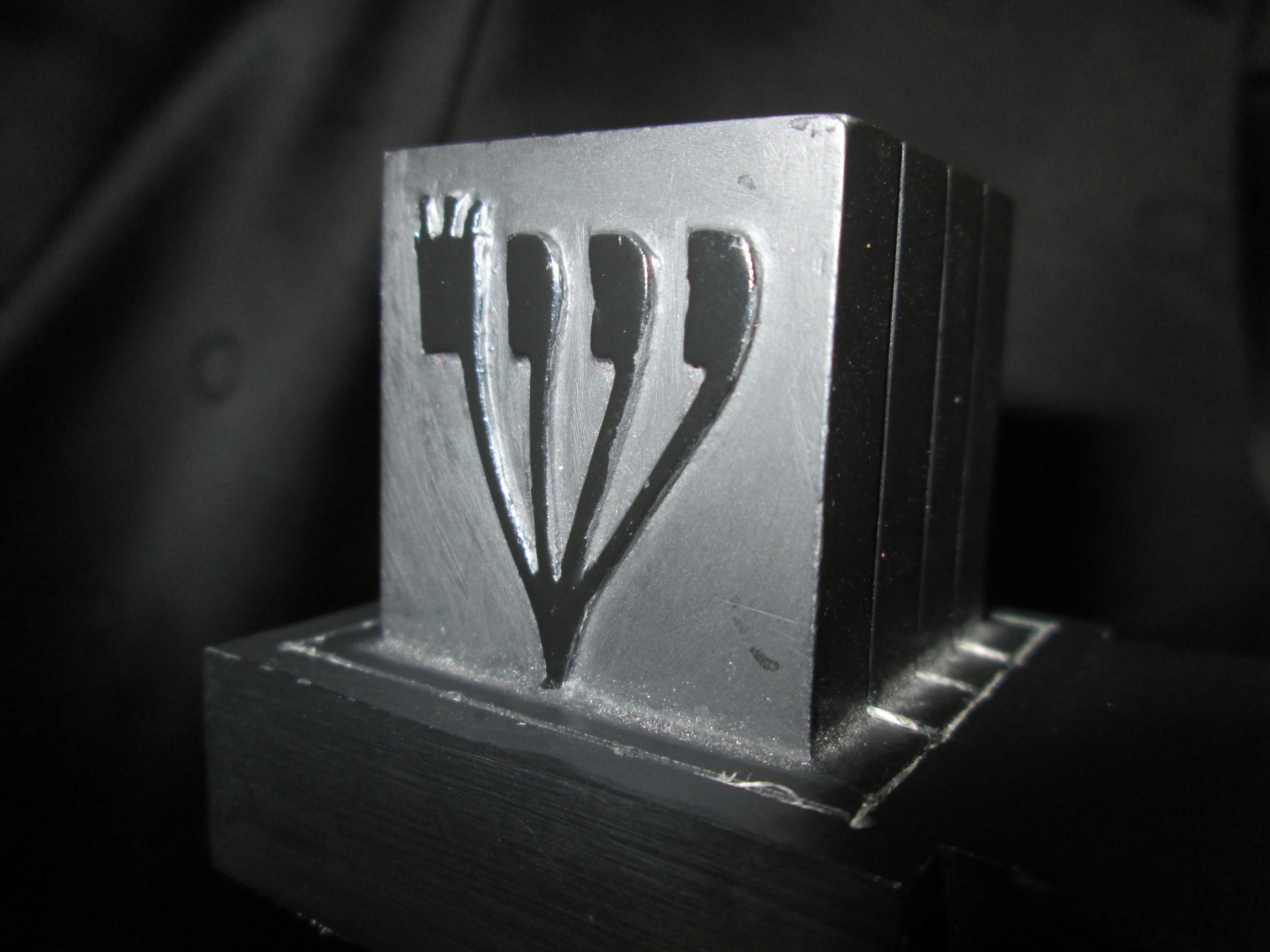
Le shin à quatre branches, du côté gauche.
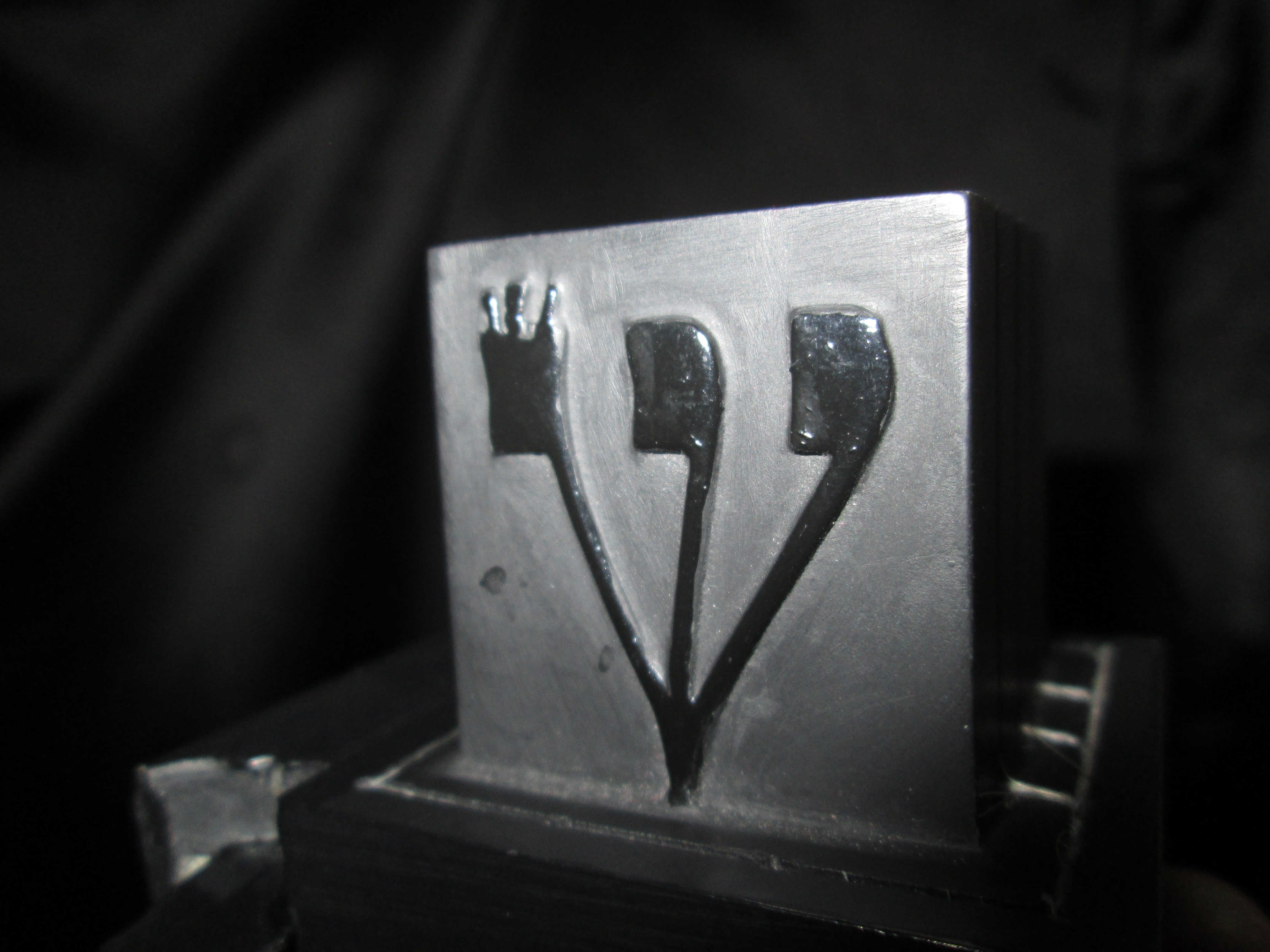
Le shin à trois branches, du côté droit.